# Rūta Matulaitienė
Rūta Matulaitienė (* 14. Juni 1976 in Mažeikiai) ist eine litauische linke Politikerin, seit 2023 Bürgermeisterin der Rajongemeinde Mažeikiai.

## Leben
Nach dem Abitur an der Mittelschule absolvierte sie 2006 das Studium der Bildungswissenschaft an der Universität Klaipėda in der litauischen Hafenstadt Klaipėda und 2008 das Masterstudium MBA an der Universität Šiauliai in Šiauliai. Von 2003 bis  2014 arbeitete sie als Oberspezialistin in der Filiale Mažeikiai von Gesundheitsamt Telšiai. Von 2014 bis	2021 	leitete sie das Zentrum für Arbeitsmarktbildung von Šiauliai (VšĮ Šiaulių darbo rinkos mokymo centras).
Von 2019 bis 2023 war sie Ratsmitglied, von 2021 bis 2022 Vizebürgermeisterin und seit April 2023 ist sie Bürgermeisterin von Mažeikiai.
Matulaitienė ist verheiratet und Mitglied der LSDP.